# Nationalpark Duinen van Texel
Der Nationalpark Duinen van Texel ist einer von derzeit 21 niederländischen Nationalparks.
Er liegt in der Provinz Nordholland auf der Insel Texel. Er wurde am 1. Mai 2002 gegründet und hat eine Fläche von etwa 4300 Hektar. Der Nationalpark erstreckt sich über die ganze Westküste von Texel und hat eine Länge von etwa 22 Kilometern bei einer maximalen Breite von vier Kilometern im Süden und Norden. An der schmalsten Stelle bei der Ortschaft De Koog ist er hingegen nur wenige hundert Meter breit. Die höchsten Dünen erreichen eine Höhe von fast 25 Metern.
Das Landschaftsbild besteht überwiegend aus dem Dünengürtel der Insel, es gibt aber auch Wälder, Strand-, Heide- und Wasserflächen sowie Priele (De Slufter). Entsprechend vielfältig ist die maritim geprägte Fauna und Flora des Nationalparks.

## Fauna
Im Gebiet des Nationalparks brüten ca. 80 verschiedene Vogelarten, darunter seltene Arten wie Löffler, Zwergseeschwalbe und Sumpfohreule. Unter den Brutvögeln am zahlreichsten ist die Heringsmöwe. Die landlebenden Säugetiere sind auf der Insel lediglich durch Hermelin, Hase, Kaninchen, Igel sowie fünf Mäusearten vertreten. Des Weiteren gibt es eine Population von Breitflügelfledermäusen. Als Vertreter der Amphibien finden sich in dem Gebiet Gras- und Moorfrosch, Kreuzkröte sowie der Teichmolch.

## Freizeit und Erholung
Der Nationalpark bietet verschiedene Wanderwege und Routen zum Radfahren. Außerdem werden diverse geführte Touren angeboten, auf denen die Natur des Nationalparks und speziell die Vogelwelt beobachtet werden können. Des Weiteren befindet sich in der Nähe der Ortschaft De Koog am Rande des Parks das Naturkundemuseum und Aquarium Ecomare, indem die Tier- und Pflanzenwelt der Insel sowie das Wattenmeer und die Ökologie der Nordsee vorgestellt werden. Mit etwa fünf Millionen Besuchern pro Jahr sind die Duinen van Texel der meistbesuchte der 20 Nationalparks in den europäischen Niederlanden.

## Galerie

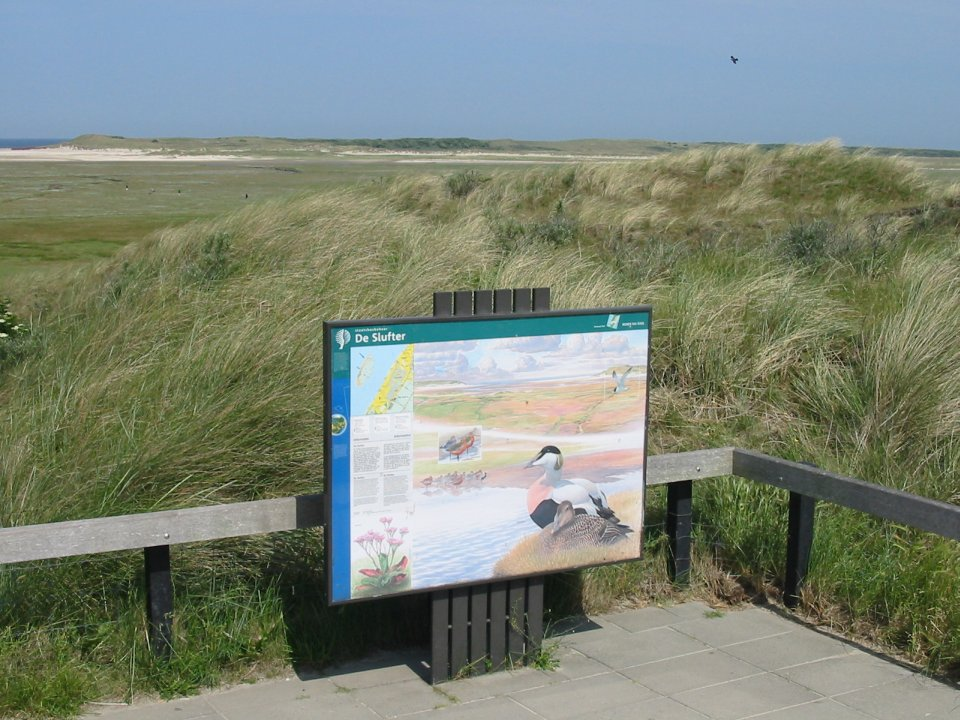
De Slufter
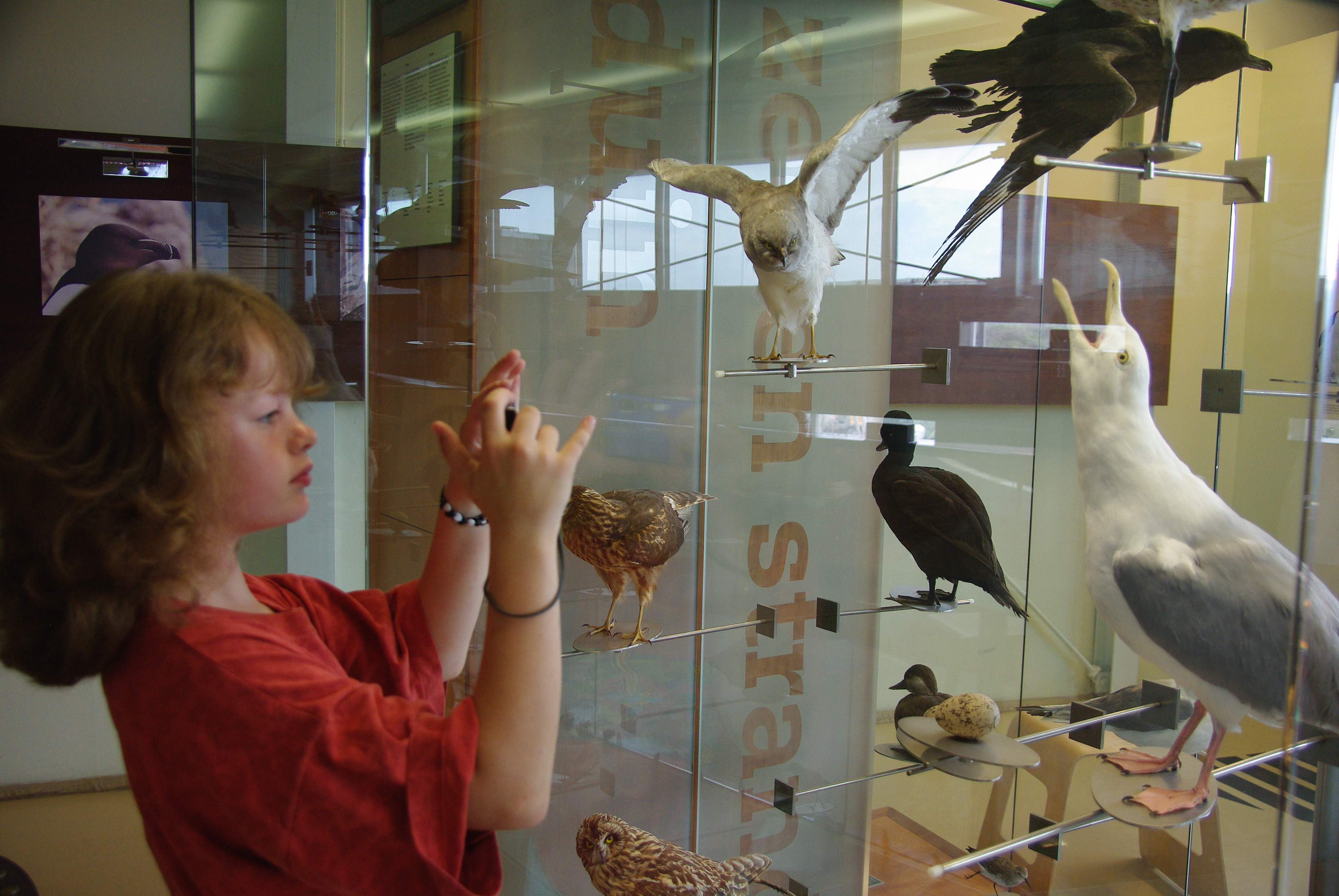
Ausgestellte Vögel im Ecomare
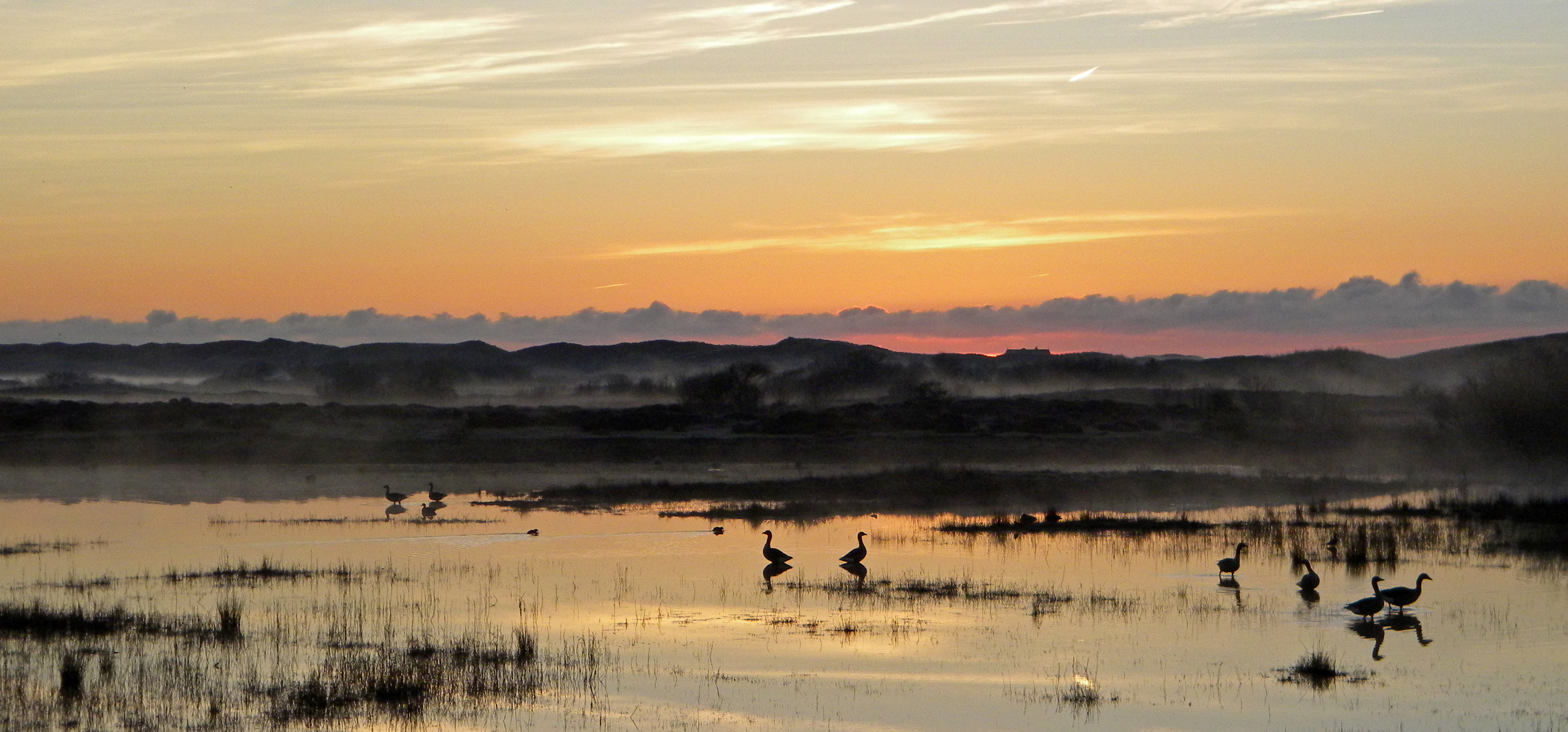
Nationalpark bei Sonnenaufgang
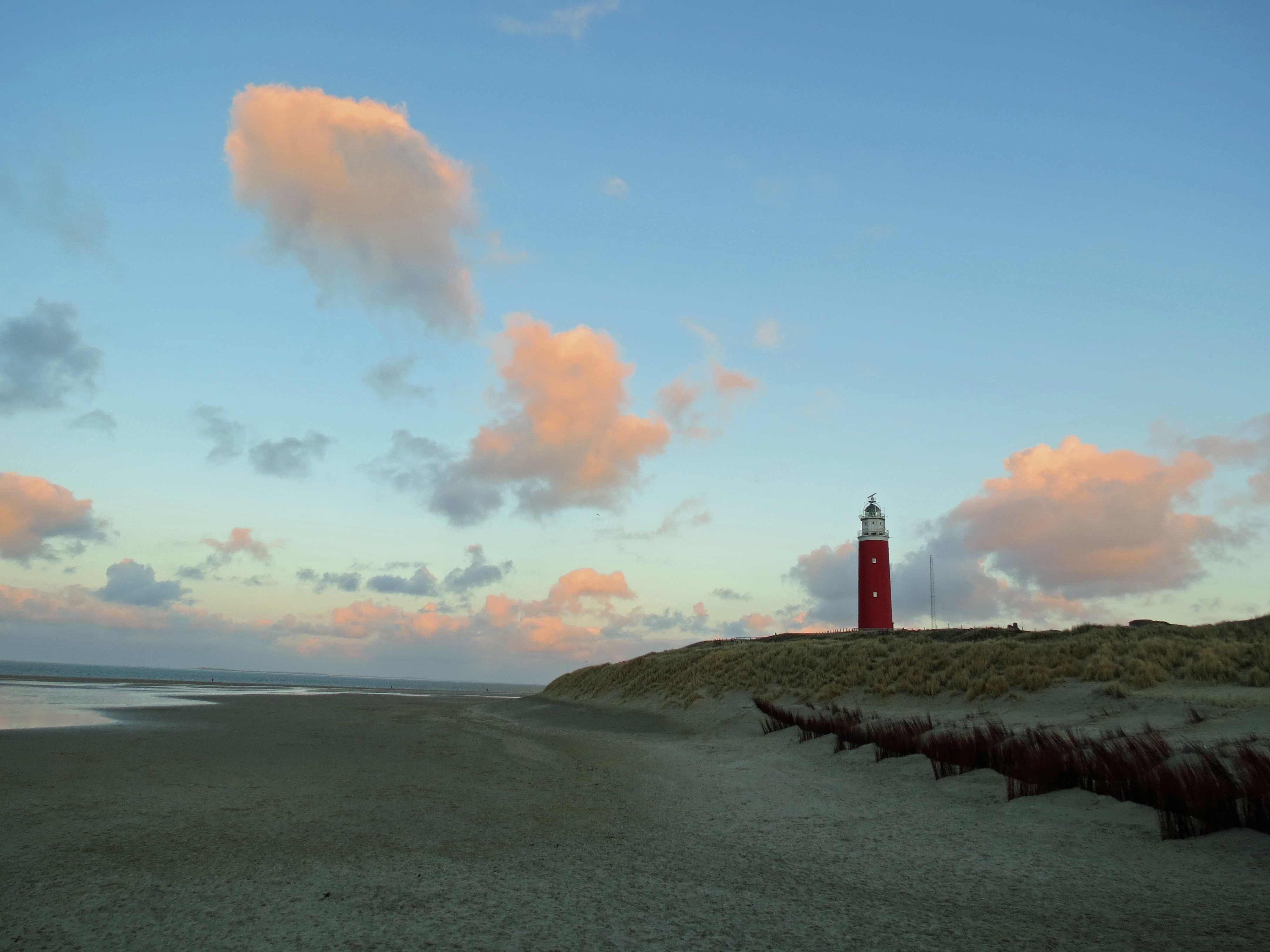
Strand im Nationalpark mit Leuchtturm am Nordende der Insel